# Ле Пињателе (Фрозиноне)
Ле Пињателе је насеље у Италији у округу Фрозиноне, региону Лацио.
Према процени из 2011. у насељу је живело 19 становника. Насеље се налази на надморској висини од 211 м.